# Batrachomoeus trispinosus
Batrachomoeus trispinosus är en fiskart som först beskrevs av Günther, 1861.  Batrachomoeus trispinosus ingår i släktet Batrachomoeus och familjen paddfiskar. Inga underarter finns listade.